# ويليام جيبسون (سياسي كندي)
ويليام جيبسون هو سياسي كندي، ولد في 1815 في المملكة المتحدة، وتوفي في 1 فبراير 1890. حزبياً، نشط في الحزب الليبرالي الكندي. وقد انتخب عضو مجلس العموم الكندي عن دائرة Dundas (federal electoral district) ‏ (12 أكتوبر 1872 – 16 سبتمبر 1878).